# Stanko Stojić
Stanko Stojić, hrvatski teolog, angažiran kao novinar, kolumnist, nekadašnji član splitske skupine mladih 'Hrvatsko nadzemlje' i jedan od autora i glumaca emisije 'Božanstvena komedija' u kojoj tumači lik Ivana K. Urednik emisije na Laudato TV O, tempora!.